# 嘉手苅義男
嘉手苅 義男（かでかる よしお、1939年8月10日 - ）は、日本の経営者。オリオンビール社長、会長を務めた。

## 来歴・人物
沖縄県出身。1958年に那覇商業高等学校を卒業し、1963年11月にオリオンビールに入社。1991年6月に取締役に就任し、1997年6月に常務、2001年6月に専務を経て、2003年6月に副社長に就任し、2009年6月には社長に昇格。2017年6月に会長に就任。